# Alana Cordy-Collins
Alana Kathleen Cordy-Collins (Los Ángeles, 5 de junio de 1944 – 16 de agosto de 2015) fue una antropóloga, arqueóloga y profesora de antropología en la Universidad de San Diego. Su especialización principal era la prehistoria peruana.

## Biografía
Nació en Los Ángeles, California. Su padre fue un especialista en la cultura Maya, Napoleón Cordy. Un primo, Ross Cordy, es un antropólogo especializado en las civilizaciones polinesias. Actualmente es el Arqueólogo Jefe en la División de Preservación Histórica del estado de Hawái y docente en la Universidad de Hawái.
Recibió sus grados de bachiller, Magíster y Doctorado en Filosofía (PhD) en la Universidad de California en Los Ángeles (UCLA). Trabajó en el Proyecto Ulluchu, un proyecto de investigación botánica en la costa del norte de Perú. Su especialización secundaria fue en chamanismo, donde desarrolló un proyecto en Mongolia. Además de su actividad como docente e investigadora, fue directora de la Galerías de Artefactos Indios David W. Mayo y curadora de la colección. También participó como curadora de las colecciones latinoamericanas en el Museo del Hombre de San Diego.

### Investigación
Cordy-Collins cumplió una función importante en la excavación de varias e importantes tumbas Moche en Perú empezando en 1972, incluidas las Tumbas Reales de Sipan y Dos Cabezas. Sipán, excavado en 1987, es uno de los más importante descubrimientos arqueológicos de Perú. Incluyó algunas de las pocas tumbas que habían permanecido inalteradas por los profanadores de tumbas, y los artefactos encontrados, de oro y cerámica ornamental, entre otros, recorrieron los Estados Unidos a través de exposiciones itinerantes. La excavación de la pirámide Dos Cabezas en 1997-2002 reveló un tesoro: llenó de tumbas con una cantidad sorprendente de trabajos en metal y cerámica, así como una familia de “gigantes” – momias de hombres quienes habrían medido aproximadamente 6 pies de altura –, comparados con los típicos Moche, quienes en promedio medía entre 4' 10'' y 5' 6''. Estos hombres de una casta privilegiada sufrieron del síndrome de Marfan, una forma heredada de gigantismo. Estos son el primer registro de casos de gigantismo en América Del sur prehistórica. Cordy-Collins expuso tanto a nivel nacional e internacionalmente sobre los "gigantes" Moche.

## Trabajos publicados
1976. An Iconographic Study of Chavin Textiles from the South Coast of Peru: The Discovery of a Pre-columbian Catechism. University Microfilms, Ann Arbor. 